# Denzel Perryman
Denzel Perryman (geboren am 5. Dezember 1992 in Coral Gables, Florida) ist ein US-amerikanischer American-Football-Spieler auf der Position des Linebackers. Er spielte College Football für die University of Miami und steht seit 2024 bei den Los Angeles Chargers in der National Football League (NFL) unter Vertrag. Von 2015 bis 2020 spielte Perryman bereits für die San Diego / Los Angeles Chargers, anschließend war er nach einem kurzen Zwischenspiel bei den Carolina Panthers zwei Jahre lang für die Las Vegas Raiders und ein Jahr für die Houston Texans aktiv.

## College
Perryman besuchte die Highschool in seiner Heimatstadt Coral Gables, Florida, und ging anschließend ab 2011 auf die University of Miami, um College Football für die Miami Hurricanes zu spielen. Er bestritt bereits als Freshman fünf von zwölf Partien als Starter. In seinem zweiten College-Jahr stand Perryman in neun Spielen sechsmal von Beginn an auf dem Feld, meist als Middle Linebacker. Zwei Partien musste er wegen einer Knöchelverletzung aussetzen. In der Saison 2013 stand Perryman als Outside Linebacker durchgehend in der Stammformation. Mit 108 Tackles führte er sein Team in dieser Statistik an und wurde in das All-Star-Team der Atlantic Coast Conference (ACC) gewählt. Auch in seinem vierten und letzten Jahr bei den Hurricanes schaffte er es in die All-Star-Auswahl seiner Conference, zudem war er einer der Halbfinalisten für den Butkus Award, mit dem der beste Linebacker der College-Football-Saison ausgezeichnet wird.

## NFL
Perryman wurde im NFL Draft 2015 in der zweiten Runde an 48. Stelle von den San Diego Chargers ausgewählt. Als Rookie kam er in 14 Partien zum Einsatz, davon neunmal als Starter, wobei er 73 Tackles und zwei Sacks erzielte sowie einen Fumble erzwang. Infolge der Entlassung von Donald Butler vor der Saison 2016 ging Perryman als Stammspieler in seine zweite NFL-Saison. Er verpasste vier Spiele verletzungsbedingt und setzte 72 Tackles, zudem fing er eine Interception. Vor der Saison 2017 zogen die Chargers von San Diego in die Nähe von Los Angeles um. Im ersten Spiel der Preseason 2017 zog Perryman sich eine Knöchelverletzung zu und fiel daher für die ersten acht Partien aus. Auch im folgenden Jahr verpasste er rund die Hälfte der Saison, nach dem neunten Spiel wurde er mit einer Knieverletzung auf die Injured Reserve List gesetzt.
Nach dem Auslaufen seines Rookievertrags einigte Perryman sich im März 2019 mit den Chargers auf eine Vertragsverlängerung um zwei Jahre im Wert von 12 Millionen US-Dollar. Auch in den folgenden beiden Spielzeiten stand Perryman verletzungsbedingt nicht in allen 16 Partien auf dem Feld. Insgesamt bestritt er in sechs Jahren 69 Partien für die Chargers, davon 51 als Starter.
Im März 2021 unterschrieb Perryman einen Zweijahresvertrag über sechs Millionen Dollar bei den Carolina Panthers. Bei den Panthers konnte er sich in der Saisonvorbereitung gegen Jermaine Carter nicht um einen Platz in der Stammformation durchsetzen. Am 1. September 2021 gaben die Panthers Perryman zusammen mit einem Siebtrundenpick 2022 im Austausch gegen einen Sechstrundenpick 2022 an die Las Vegas Raiders ab. Bei den Raiders ging er als Starter auf der Position des Middle Linebackers in die Saison. Perryman wurde in der Saison 2021 in den Pro Bowl gewählt. Mit 154 Tackles brach er den Franchiserekord für die meisten Tackles in einer Saison von Greg Biekert (146) aus der Saison 1998. Zwei Spiele verpasste Perryman verletzungsbedingt. In der Saison 2022 fehlte er in fünf Spielen. Mit zwei Interceptions stellte Perryman einen neuen Karrierebestwert auf.
Am 4. April 2023 unterschrieb Perryman einen Vertrag bei den Houston Texans. In der Saison 2023 wurde er wegen unnötiger Härte für zwei Spiele gesperrt. Insgesamt verzeichnete er für Houston 76 Tackles und drei verhinderte Pässe.
Im März 2024 kehrte Perryman zu den Los Angeles Chargers zurück. Er war 2024 Stammspieler und einer der Teamkapitäne bei den Chargers. Sechs Spiele verpasste er verletzungsbedingt. Im März 2025 verlängerte Perryman seinen Vertrag bei den Chargers um ein Jahr.

### NFL-Statistiken
| Saison                             | Saison | Spiele | Spiele      | Tackles | Tackles | Tackles | Tackles | Interceptions | Interceptions | Interceptions | Interceptions | Interceptions | Fumbles | Fumbles | Fumbles |
| Jahr                               | Team   | Spiele | als Starter | Gesamt  | Solo    | Ast     | Sacks   | PD            | INT           | Yds           | Lng           | TD            | FF      | FR      | TD      |
| ---------------------------------- | ------ | ------ | ----------- | ------- | ------- | ------- | ------- | ------------- | ------------- | ------------- | ------------- | ------------- | ------- | ------- | ------- |
| 2015                               | SD     | 14     | 9           | 73      | 64      | 9       | 2,0     | 0             | 0             | 0             | 0             | 0             | 1       | 0       | 0       |
| 2016                               | SD     | 12     | 11          | 72      | 56      | 16      | 2,0     | 2             | 1             | 1             | 1             | 0             | 0       | 0       | 0       |
| 2017                               | LAC    | 7      | 6           | 37      | 25      | 12      | 0,0     | 0             | 0             | 0             | 0             | 0             | 0       | 1       | 0       |
| 2018                               | LAC    | 9      | 9           | 51      | 30      | 21      | 0,0     | 2             | 1             | 16            | 16            | 0             | 0       | 0       | 0       |
| 2019                               | LAC    | 14     | 10          | 68      | 50      | 18      | 0,0     | 1             | 1             | 0             | 0             | 0             | 1       | 0       | 0       |
| 2020                               | LAC    | 13     | 6           | 48      | 25      | 23      | 1,0     | 1             | 0             | 0             | 0             | 0             | 1       | 0       | 0       |
| 2021                               | LV     | 15     | 15          | 154     | 102     | 52      | 0,0     | 3             | 0             | 0             | 0             | 0             | 1       | 2       | 0       |
| 2022                               | LV     | 12     | 11          | 83      | 54      | 29      | 1,0     | 2             | 2             | 48            | 24            | 0             | 0       | 0       | 0       |
| 2023                               | HOU    | 12     | 11          | 76      | 45      | 31      | 0,5     | 3             | 0             | 0             | 0             | 0             | 0       | 0       | 0       |
| 2024                               | LAC    | 11     | 11          | 55      | 39      | 16      | 1,0     | 0             | 0             | 0             | 0             | 0             | 0       | 0       | 0       |
| Gesamt                             | Gesamt | 119    | 99          | 717     | 490     | 227     | 7,5     | 14            | 5             | 65            | 24            | 0             | 4       | 3       | 0       |
| Quelle: pro-football-reference.com |        |        |             |         |         |         |         |               |               |               |               |               |         |         |         |

## Persönliches
Perrymans Cousin Quinton Dunbar spielte von 2010 bis 2014 als Wide Receiver ebenfalls College Football für die Miami Hurricanes und anschließend als Cornerback in der NFL.